# Kongelig hofleverandør (Storbritannien)
Dette er en ufuldstændig liste over nuværende og tidligere hofleverandører til det britiske kongehus.
Dronning Elizabeth 2. og prinsen af Wales tildeler titlen til firmaer og handlende, der leverer varer og ydelser til kongefamilien. Leverandøren må reklamere med, at de leverer til kongefamilien. Udelukkende til handlende og festplanlæggere, medier og statslige afdelinger. Pubs og teatre er ikke kvalificerede. Merchandise Marks Act 1887 gør det ulovligt for firmaer at påstå, at de er hofleverandører, hvis ikke de er det.

## Givere
- Dronningen har tildelt 686 titler som hofleverandør.
- Prinsen af Wales har tildelt 159 titler som hofleverandør.
- Hertugen af Edinburgh har tildelt 38 titler som hofleverandør.

The Royal Warrant Holders Association har et arkiv med hofleverandører.

## Ufuldstændig oversigt over hofleverandører
| Firma                                                                   | Giver                                                            | Område                                                    | Område                                                      | Tildelt titel* | Etableret | Reference |
| ----------------------------------------------------------------------- | ---------------------------------------------------------------- | --------------------------------------------------------- | ----------------------------------------------------------- | -------------- | --------- | --------- |
| Abels Moving Services Ltd                                               | HM the Queen                                                     | Removals and storage services                             | Removals and Storage Services                               | 1989           | 1958      | [ 4 ]     |
| Anthony Buckley & Constantine Ltd                                       | HRH the Duke of Edinburgh                                        | Fotografi                                                 | Photographer                                                | 2005           | 1951      | [ 5 ]     |
| Aquadition Ltd                                                          | HM the Queen                                                     | Vand                                                      | Water Treatment Services                                    | 2009           | 1972      | [ 6 ]     |
| Artistic Iron Products Ltd                                              | HRH the Duke of Edinburgh                                        | Transport og køretøjer                                    | Carriage Builder                                            | 1979           | 1962      | [ 7 ]     |
| Asprey London Limited                                                   | HRH the Prince of Wales                                          | Luksusvarer                                               | Jewellers, Goldsmiths and Silversmiths                      | 1982           | 1781      | [ 8 ]     |
| Aston Martin Lagonda Ltd                                                | HRH the Prince of Wales                                          | Transport og køretøjer                                    | Motor Car Manufacturer and Repairer                         | 1982           | 1913      | [ 9 ]     |
| Austin Reed Group Ltd                                                   | HM the Queen, HRH the Prince of Wales                            | Tøj, sko og accessories                                   | Outfitters                                                  | 1994           | 1900      | [ 10 ]    |
| Autoscan Ltd                                                            | HRH the Duke of Edinburgh                                        | Papir, tryk og kalligrafi                                 | Manufacturers of Power Filing Systems                       | 1973           | 1967      | [ 11 ]    |
| J. Barbour and Sons                                                     | HM the Queen, HRH the Duke of Edinburgh, HRH the Prince of Wales | Tøj                                                       | Manufacturers of Waterproof and Protective Clothing         | 1974           | 1894      | [ 12 ]    |
| Barrow & Gale Limited                                                   | HM the Queen                                                     | Lædervarer                                                | Manufacturers of Royal Maundy Purses                        | 1968           | 1750      | [ 13 ]    |
| Berry Brothers & Rudd                                                   | HM the Queen, HRH the Prince of Wales                            | Vin og spiritus                                           | Wine & Spirits Merchants                                    | 1903           | 1698      | [ 14 ]    |
| Blossom & Browne's Sycamore                                             | HRH the Duke of Edinburgh                                        | Husholdning og rengøring                                  | Launderers and Dry Cleaners                                 | 1997           | 1888      | [ 15 ]    |
| Cadbury UK Ltd                                                          | HM the Queen                                                     | Chokolades                                                | Chocolatiers                                                | 1969           | 1831      | [ 16 ]    |
| C. Brewers & Sons Ltd                                                   | HM the Queen                                                     | Dekoration                                                | Decorators' Merchants                                       | 2011           | 1904      | [ 17 ]    |
| Chippysmate workshop supplies                                           | HM the Queen                                                     | suppliers of building maintenance consumerbles and tools. |                                                             | 2004           |           |           |
| Daks Ltd                                                                | HRH the Duke of Edinburgh                                        | Tøj, sko og accessories                                   | Outfitters                                                  | 1956           | 1894      | [ 18 ]    |
| Daks Ltd                                                                | HM the Queen                                                     | Tøj, sko og accessories                                   | Outfitters                                                  | 1962           | 1894      |           |
| Daks Ltd                                                                | HRH the Prince of Wales                                          | Tøj, sko og accessories                                   | Outfitters                                                  | 1982           | 1894      |           |
| Datacraft Design Limited                                                | HM the Queen                                                     | Computere, software og kontorteknologi                    | Manufacturers and Suppliers of Space Management Software    | 2008           | 1994      | [ 19 ]    |
| Dollond & Aitchison (since 2009 trading as Boots Opticians)             | HRH the Duke of Edinburgh                                        | Optiker                                                   | Dispensing Opticians                                        | 1956           | 1750      | [ 20 ]    |
| Ede & Ravenscroft Ltd                                                   | HRH the Duke of Edinburgh                                        | Tøj, sko og accessories                                   | Robe Makers                                                 | 1963           | 1689      | [ 21 ]    |
| Edward Goodyear Ltd                                                     | HRH the Duke of Edinburgh                                        | Blomster                                                  | Florist                                                     | 1978           | 1879      | [ 22 ]    |
| Firmin & Sons Ltd                                                       | HRH the Duke of Edinburgh                                        | Tøj, sko og accessories                                   | Manufacturer of Insignia, Buttons and Accessories           | 2005           | 1655      | [ 23 ]    |
| Fisher & Donaldson                                                      | HM the Queen                                                     | Brød, kager og konfekt                                    | Bakers                                                      | 2011           | 1919      | [ 24 ]    |
| Fortnum & Mason PLC                                                     | HM the Queen, HRH the Prince of Wales                            | Dagligvarer                                               | Grocers & Provision Merchants, Tea Merchants                | 1955           | 1707      | [ 25 ]    |
| Foodspeed Ltd                                                           | HM the Queen                                                     | Mejeriprodukter                                           | Fresh Milk and Dairy Products                               | 2012           | 200(-)    | [ 26 ]    |
| Frank Smythson Limited                                                  | HRH the Duke of Edinburgh                                        | Papir, tryk og kalligrafi                                 | Supplier of Leathergoods                                    | 1964           | 1887      | [ 27 ]    |
| Garrard & Co. Ltd                                                       | HRH the Prince of Wales                                          | Smykker                                                   | Jewellers, Goldsmiths and Silversmiths                      | 1989           | 1735      | [ 28 ]    |
| Gieves & Hawkes Ltd                                                     | HRH the Duke of Edinburgh                                        | Tøj, sko og accessories                                   | Naval Tailors and Outfitters                                | 1809           | 1771      | [ 29 ]    |
| The Goring                                                              | HM the Queen                                                     | Hotel                                                     | Hospitality Services                                        | 2013           | 1910      | [ 30 ]    |
| Hamilton & Inches Ltd                                                   | HM the Queen                                                     | Smykker                                                   | Silversmiths & Clock Specialists                            | 1955           | 1866      | [ 31 ]    |
| HP Foods Ltd (Heinz)                                                    | HM the Queen                                                     | Krydderier                                                | HP Sauces                                                   | 1951           | 1875      | [ 32 ]    |
| Hunter Boot Ltd                                                         | HRH the Duke of Edinburgh                                        | Tøj, sko og accessories                                   | Suppliers of Waterproof Footwear                            | 1977           | 1856      | [ 33 ]    |
| Jaguar Cars                                                             | HM the Queen, HRH the Duke of Edinburgh, HRH the Prince of Wales | Transport og opbevaring                                   | Manufacturers of Motor Vehicles                             |                | 1922      | [ 34 ]    |
| J. Floris Ltd                                                           | HM the Queen, HRH the Prince of Wales                            | Parfumer og toiletsager                                   | Perfumers, Manufacturers of Toilet Preparations             | 1971           | 1730      | [ 35 ]    |
| J Hewit & Sons Ltd                                                      | HM the Queen                                                     | Manufacturers of leather, bookbinding material retailer   | Manufacturers of Leather                                    | 1975           | 1849?     | [ 36 ]    |
| Jack Barclay Bentley Service Centre                                     | HM the Queen                                                     | Service og automekaniker                                  | Service and Repair of Motor Vehicles                        | 2014           | 1927      | [ 37 ]    |
| James Lock & Co. Ltd                                                    | HRH the Prince of Wales, HRH the Duke of Edinburgh               | Hattemager                                                | Hatters                                                     | 1956           | 1676      | [ 38 ]    |
| James Purdey & Sons Ltd                                                 | HRH the Duke of Edinburgh                                        | Sport, hobby og underhodlning                             | Gun Makers                                                  | 1868           | 1814      | [ 39 ]    |
| John Bell & Croyden                                                     | HM the Queen                                                     | Farmaci                                                   | Pharmacists                                                 | 1958           | 1798      | [ 40 ]    |
| John Lobb Ltd                                                           | HRH the Prince of Wales, HRH the Duke of Edinburgh               | Tøj, sko og accessories                                   | Bootmakers                                                  | 1956           | 1856      | [ 41 ]    |
| Johns & Pegg                                                            | HRH the Duke of Edinburgh                                        | Tøj, sko og accessories                                   | Militærskrædder                                             | 1956           | 1803      | [ 42 ]    |
| Kent Haste Lachter Ltd                                                  | HRH the Duke of Edinburgh                                        | Tøj, sko og accessories                                   | Skrædder                                                    | 2010           | 1986      | [ 43 ]    |
| Kinloch Anderson Ltd                                                    | HRH the Duke of Edinburgh                                        | Tøj, sko og accessories                                   | Tailors and Kiltmakers                                      | 1903           | 1868      | [ 44 ]    |
| Laphroaig                                                               | HRH the Prince of Wales                                          | Skotsk whisky                                             | Distillers and Suppliers of Single Malt Scotch Whisky       | 1994           | 1815      | [ 45 ]    |
| Lyle & Scott Limited                                                    | HRH the Duke of Edinburgh                                        | Tøj, sko og accessories                                   | Manufacturers of Underwear and Knitwear                     | 1975           | 1874      | [ 46 ]    |
| McIlhenny Company                                                       | HM the Queen                                                     | Krydderier                                                | Supplier of Tabasco sauce                                   | 2009           | 1868      | [ 47 ]    |
| McFarlane Telfer                                                        | HM the Queen                                                     | Maintenance                                               | Catering & Refrigeration Engineers                          | 2011           | 1992      | [ 48 ]    |
| Penhaligon's Ltd                                                        | HRH the Duke of Edinburgh                                        | Kosmetik og helse                                         | Manufacturers of Toilet Requisites                          | 1903           | 1860      | [ 49 ]    |
| Peter Jones                                                             | HRH the Prince of Wales, HRH the Duke of Edinburgh               | Møbler og boligtekstiler                                  | Draper and Furnisher                                        | 1987           | 1877      | [ 50 ]    |
| Procter & Gamble                                                        | HRH the Prince of Wales                                          | Consumer products                                         | Manufacturers of Soap & Detergents                          | 1965           | 1837      | [ 51 ]    |
| Samsung Electronics Co., Ltd.                                           | HM the Queen, HRH the Duke of Edinburgh, HRH the Prince of Wales | Electronics                                               | Television and audio-visual equipment                       | 2012           | 1938      | [ 52 ]    |
| Scan Computers International Ltd                                        | HM the Queen                                                     | High Performance Personal Computers & IT Hardware         | High Performance Personal Computers & IT Hardware           | 2014           | 1987      | [ 53 ]    |
| Stanley Gibbons Ltd Arkiveret 19. maj 2015 hos Wayback Machine          | HM the Queen                                                     | Antiques, Art & Conservation                              | Philatelists                                                |                |           | [ 54 ]    |
| Rigby & Peller                                                          | HM the Queen                                                     | Corsetiere & Lingerie Specialists                         | Corsetiere & Intimates                                      | 1960           | 1939      | [ 55 ]    |
| Shepherd Neame Ltd.                                                     | HRH the Prince of Wales                                          | Beers                                                     | Specialist Products                                         | 1998           | 1698      | [ 56 ]    |
| Skyman Sacks & Bags Ltd                                                 | HM the Queen                                                     | Suppliers of Sacks & Bags                                 | [ 57 ]                                                      |                |           |           |
| Spink & Son Ltd                                                         | HM the Queen, HRH the Duke of Edinburgh                          | Medals and insignia                                       | Medallists                                                  | 1900           | 1666      | [ 58 ]    |
| Swarovski Optik                                                         | HM the Queen                                                     | Optical lenses                                            | Suppliers of Binoculars                                     | 2009           | 1949      | [ 59 ]    |
| Taylors of Harrogate                                                    | HRH the Prince of Wales                                          | Te og kaffe                                               |                                                             |                | 1886      |           |
| The General Trading Company (Mayfair) Ltd                               | HM the Queen, HRH the Prince of Wales, HRH the Duke of Edinburgh | Fancy Goods                                               | Suppliers of Fancy Goods                                    | 1963           | 1920      | [ 60 ]    |
| The Mayfair Cleaning Company Arkiveret 18. maj 2015 hos Wayback Machine | HM the Queen                                                     | Office and Commercial Cleaning                            | Cleaning Services                                           | 2000           | 1910      | [ 61 ]    |
| The Ritz                                                                | HRH the Prince of Wales                                          | Hotel                                                     | Banqueting and Catering Services                            | 2002           | 1906      | [ 62 ]    |
| Toye, Kenning & Spencer                                                 | HM the Queen                                                     | Gold and Silver Laces, Insignia and Embroidery            | Suppliers of Gold and Silver Laces, Insignia and Embroidery | 1956           | 1685      | [ 63 ]    |
| Truefitt & Hill                                                         | HRH the Duke of Edinburgh                                        | Cosmetics, health and beauty                              | Hairdressers                                                | 1998           | 1805      | [ 64 ]    |
| Twinings & Co. Limited London                                           | HM the Queen                                                     | The                                                       | Tea and Coffee Merchants                                    | 1837           | 1706      | [ 65 ]    |
| Universal Lighting Services Ltd                                         | HM the Queen                                                     | Suppliers of Decorative Lighting                          | Lighting Suppliers                                          | 2009           | 1970      | [ 66 ]    |
| Vale Brothers Ltd                                                       | HM the Queen                                                     | Manufacturer of Horse Grooming Brushes                    |                                                             |                |           |           |
| Yardley of London                                                       | HM the Queen, HRH the Prince of Wales                            | Manufacturers of Toiletry Products                        | Manufacturers of Toiletry Products                          | 1955           | 1770      | [ 67 ]    |